# Podocarpus affinis
Podocarpus affinis — вид хвойних рослин родини подокарпових.

## Поширення, екологія
Країни поширення: Фіджі. Обмежений хребтами і низькорослими лісами на великих висотах (від 600 до 960 м над рівнем моря). Часто асоціюється з Syzygium effusum в хмарних лісах.

## Використання
Використання не було записане для цього виду.

## Загрози та охорона
Цей вид має обмежене поширення і обмежене середовище проживання, яке стало ще більш роздробленими внаслідок збезлісення на більш низьких висотах і розвитку інфраструктури. Потенційні загрози від зміни клімату можуть включати зрушення вгору хмарного шару, завдяки цьому знижується вологість, що призводить до потенційної деградації і втрати місць проживання. В даний час цей вид не відомий у ПОТ.
| Хвойні | Це незавершена стаття про хвойні. Ви можете допомогти проєкту, виправивши або дописавши її. |